# Спортивно-концертний комплекс імені Карена Демірчяна
Спортивно-концертний комплекс імені Карена Демірчяна (вірм. Կարեն Դեմիրճյանի անվան Մարզահամերգային Համալիր), в народі Ґамалір — великий спортивний та концертний комплекс, розташований на пагорбі Ціцернакаберд, що простягається над західними районами Єревана, поруч з ущелиною річки Раздан. Комплекс складається з двох великих залів: з концертного залу і спортивного залу, на додаток до залу конференцій «Айастан» (укр. Вірменія), призначених для політичних зустрічей на вищому рівні з величезним простором, що також надає можливість для організації ярмарків і виставок.

## Галерея

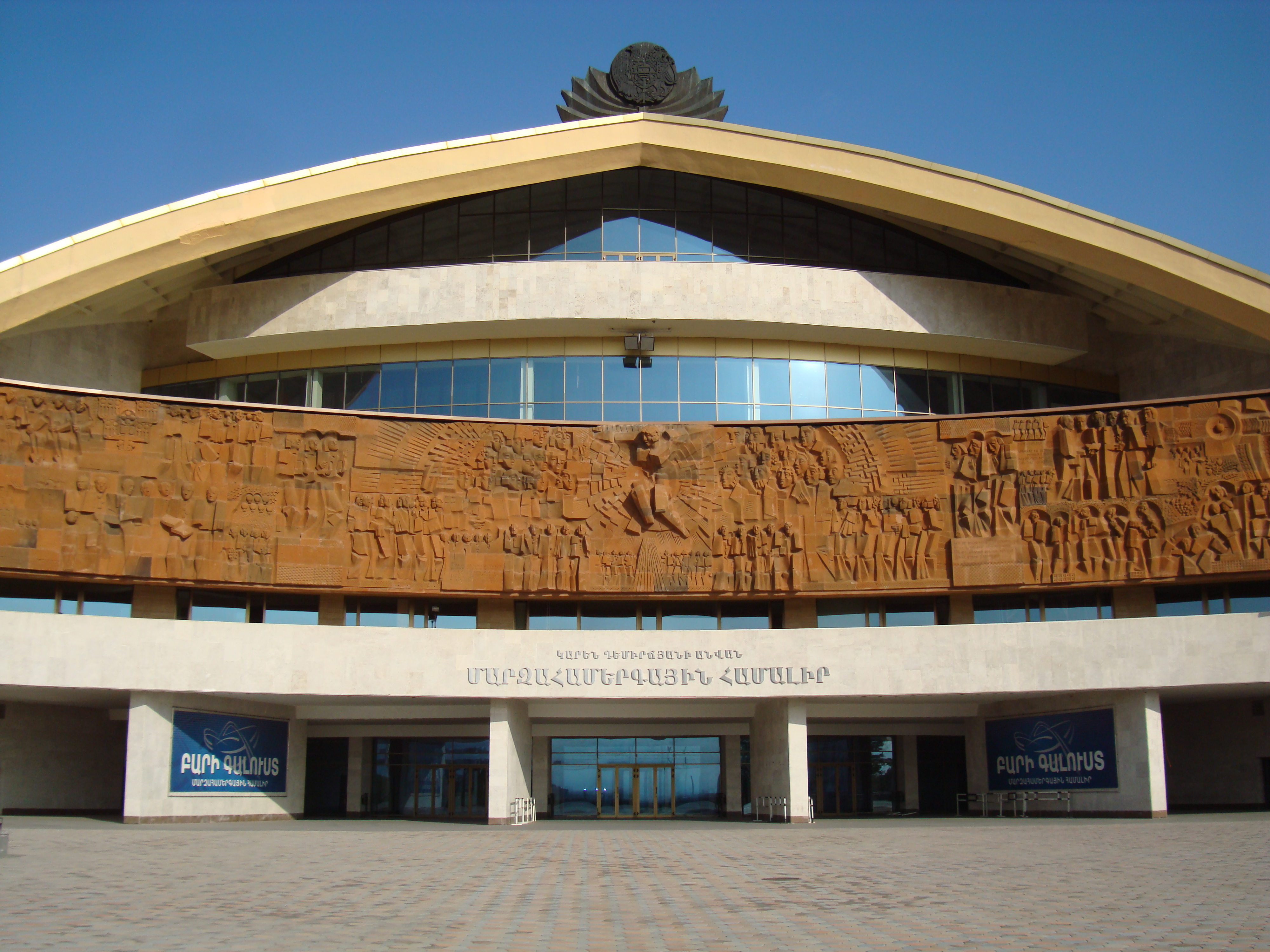
Центральний вхід
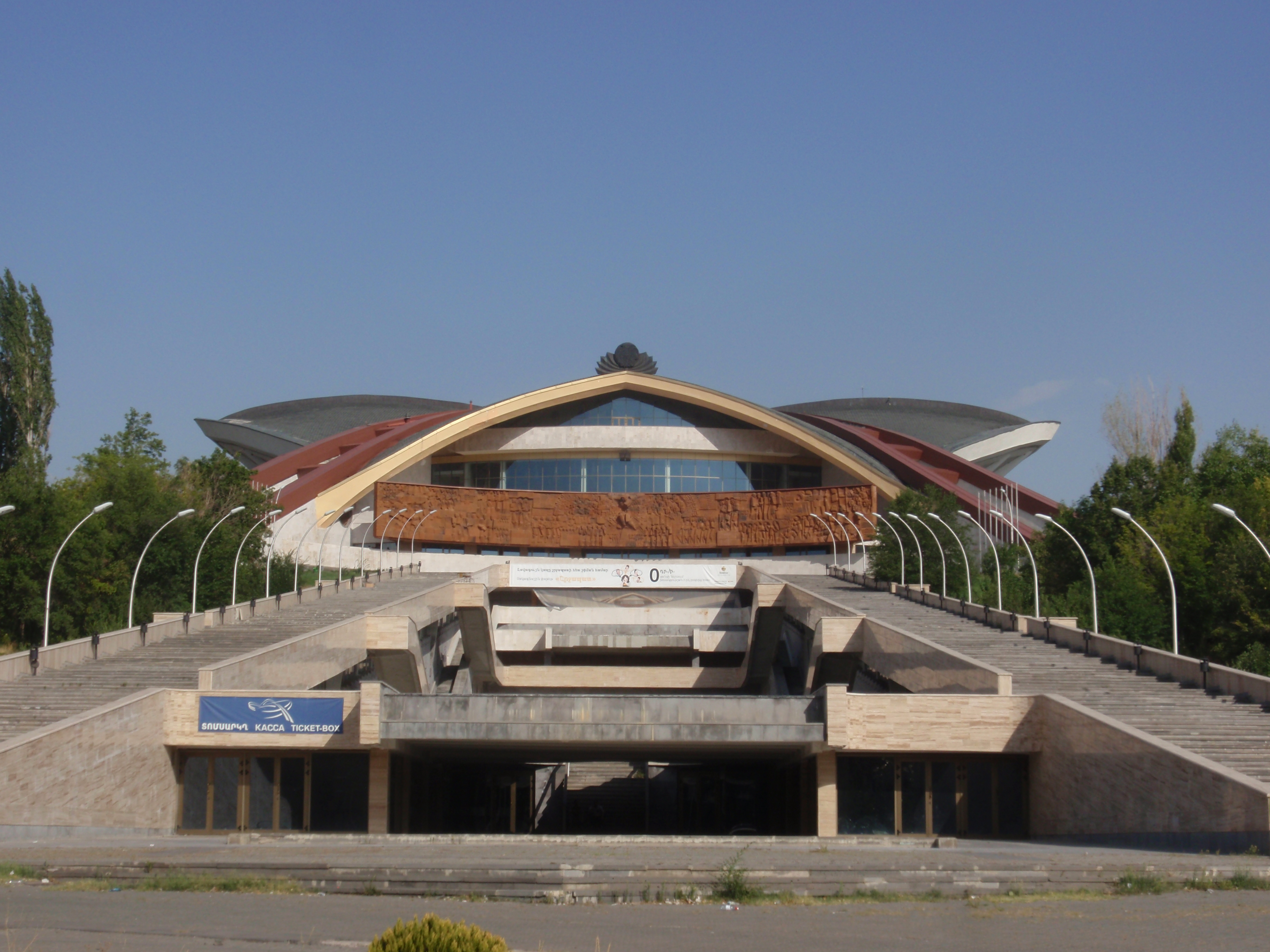
Центральний вхід, вигляд з вулиці Київської
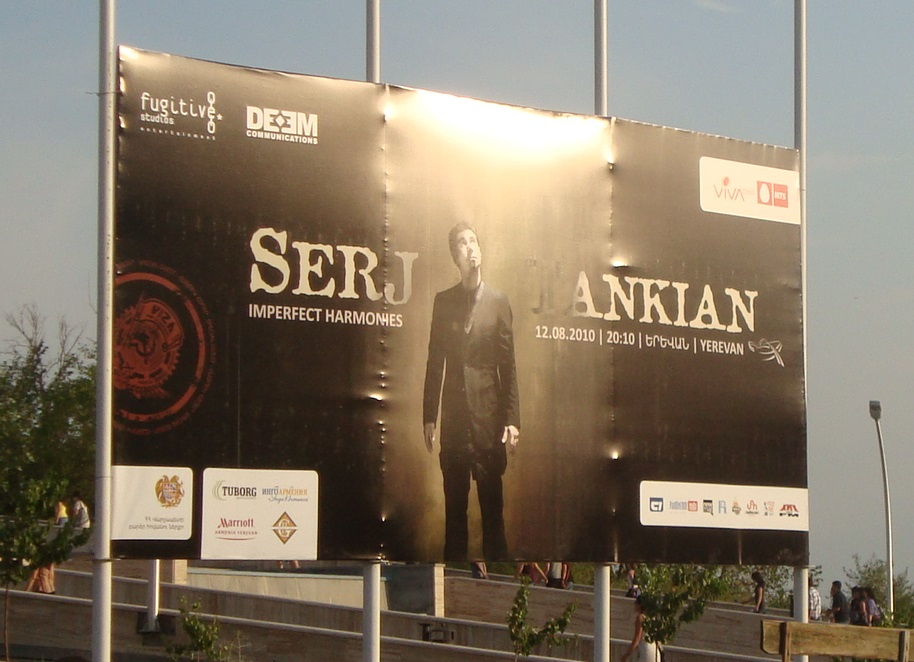
Афіша перед концертом Сержа Танкяна
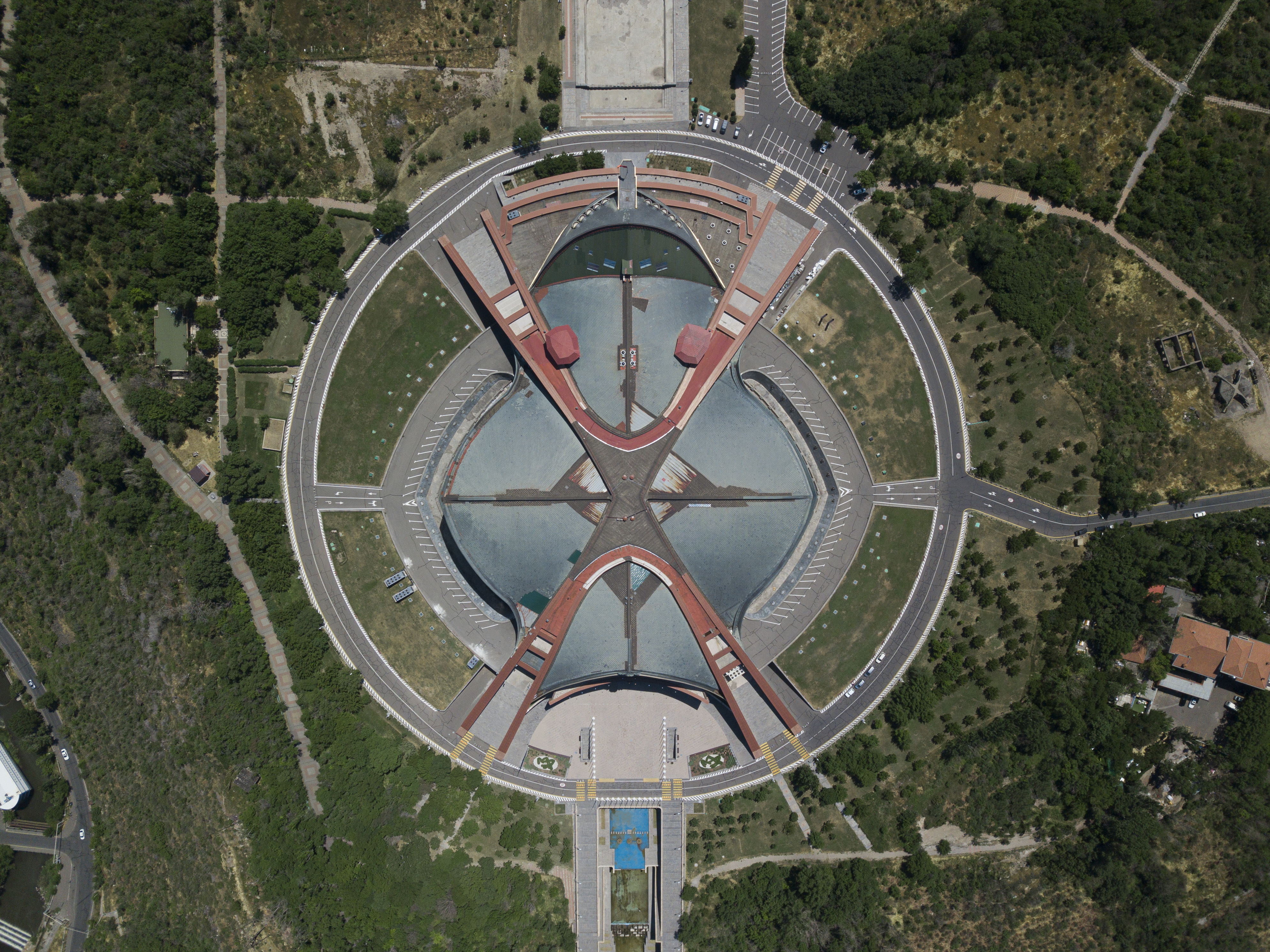
Вигляд сверху
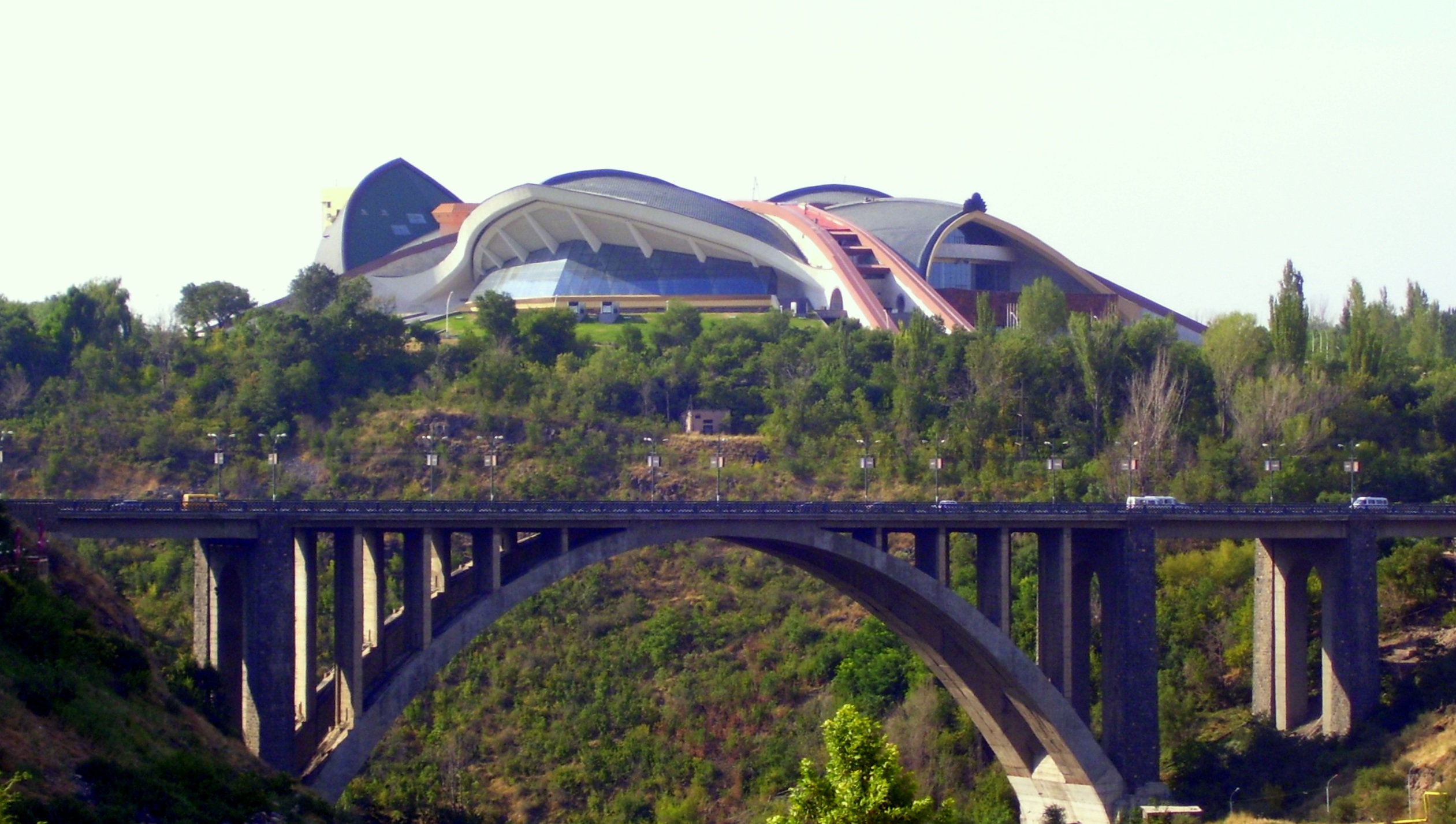
Вигляд на спорткомплекс на фоні Київського моста
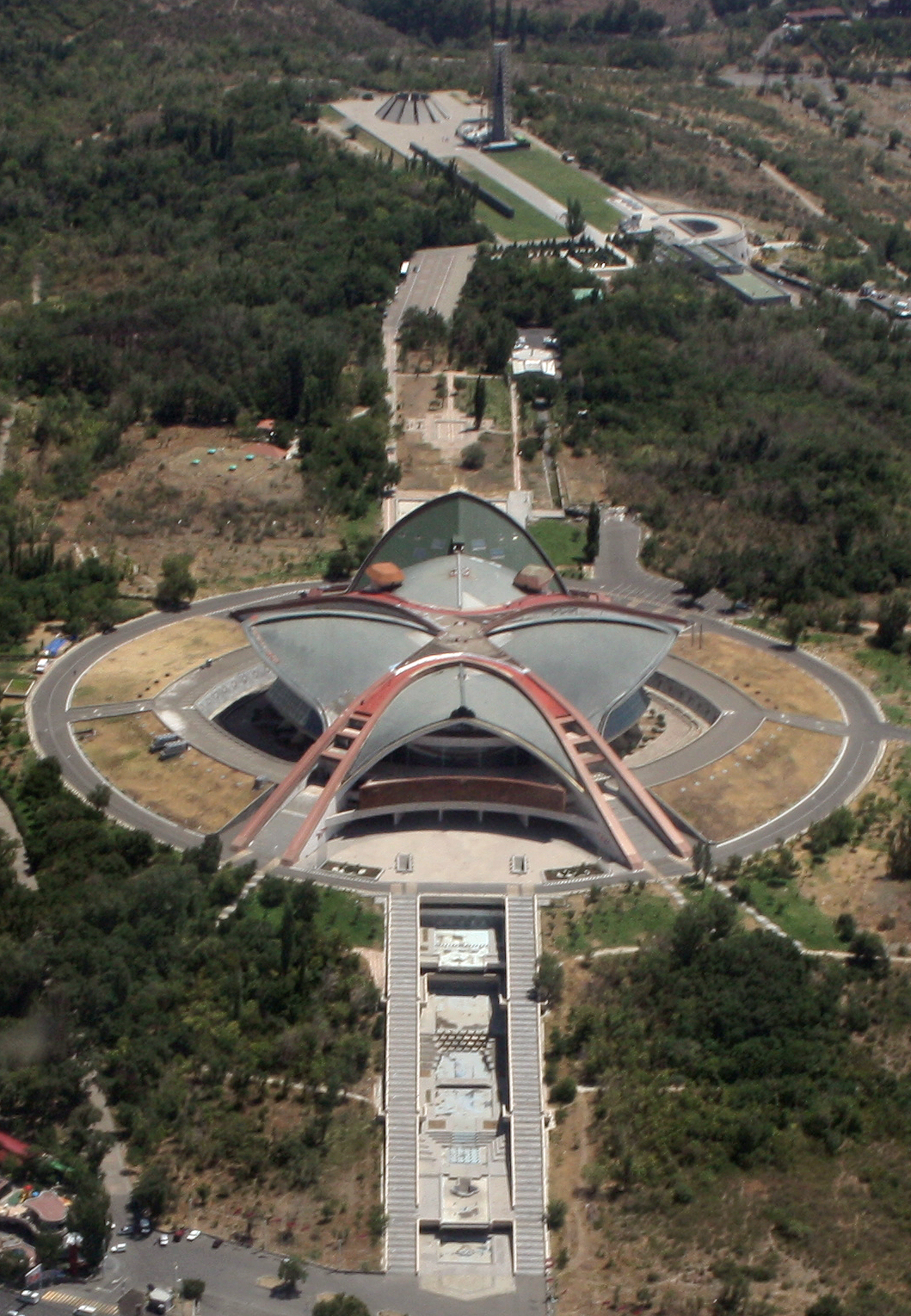